# Роман Кукумберг
Роман Кукумберг (словац. Roman Kukumberg; 8 квітня 1980, м. Братислава, ЧССР) — словацький хокеїст, центральний нападник. Виступає за «Слован» (Братислава) у Континентальній хокейній лізі.
Вихованець хокейної школи БЕЗ (Братислава). Виступав за ХК «Нітра», «Дукла» (Тренчин), «Нафтохімік» (Нижньокамськ), «Торонто Марлінс» (АХЛ),  «Слован» (Братислава), «Лада» (Тольятті), «Ак Барс» (Казань), «Трактор» (Челябінськ), «Амур» (Хабаровськ).
У чемпіонатах Словаччини — 349 матчів (107+132), у плей-оф — 68 матчів (25+40).
У складі національної збірної Словаччини провів 87 матчів (20 голів); учасник чемпіонатів світу 2004, 2007 і 2010 (22 матчі, 1+2). У складі молодіжної збірної Словаччини учасник чемпіонату світу 2000.
Досягнення
- Чемпіон Словаччини (2004, 2007, 2012)
- Володар Кубка Гагаріна (2010).